# Thysananthus comosus
Thysananthus comosus är en bladmossart som beskrevs av Johann Bernhard Wilhelm Lindenberg och Johann Georg Christian Lehmann. Thysananthus comosus ingår i släktet Thysananthus och familjen Lejeuneaceae. Inga underarter finns listade i Catalogue of Life.